# رد کلیف (کلرادو)
رد کلیف (به انگلیسی: Red Cliff) شهری در ایالت کلرادو کشور ایالات متحده آمریکا است که جمعیت آن در سرشماری سال ۲۰۱۰ میلادی، ۲۶۷ نفر بوده‌است.